# نبرد مرج دابق
مَرج دابِق نام نبردی است که در ۲۴ اوت ۱۵۱۶ میلادی، میان عثمانی و مملوکان در نزدیکی حلب در سوریه رُخ داد. عثمانی با فرماندهیِ سلطان سلیمِ یکم و مملوکان رهبریِ قانصوه غوری را داشتند. مملوکان در این نبرد، به‌دلیل اختلافات در میان فرماندهان ارتش و ابتکار سلیم یکم در استفاده از توپ های جنگی شکست خوردند .

## قبل جنگ
زمانی که رابطه عثمانی و مملوکان به تیرگی گراید قانصو غوری تصمیم گرفت استحکامات خود در مرز سوریه تقویت بخشد. و همچنین ارتش بزرگی از مصر به حلب فرستاد. سلطان سلیم نامه تحریک‌آمیز وتحقر کنندای نزد قانصو فرستاد که باعث عصبانیت او آغاز جنگ شد.

## نیروها

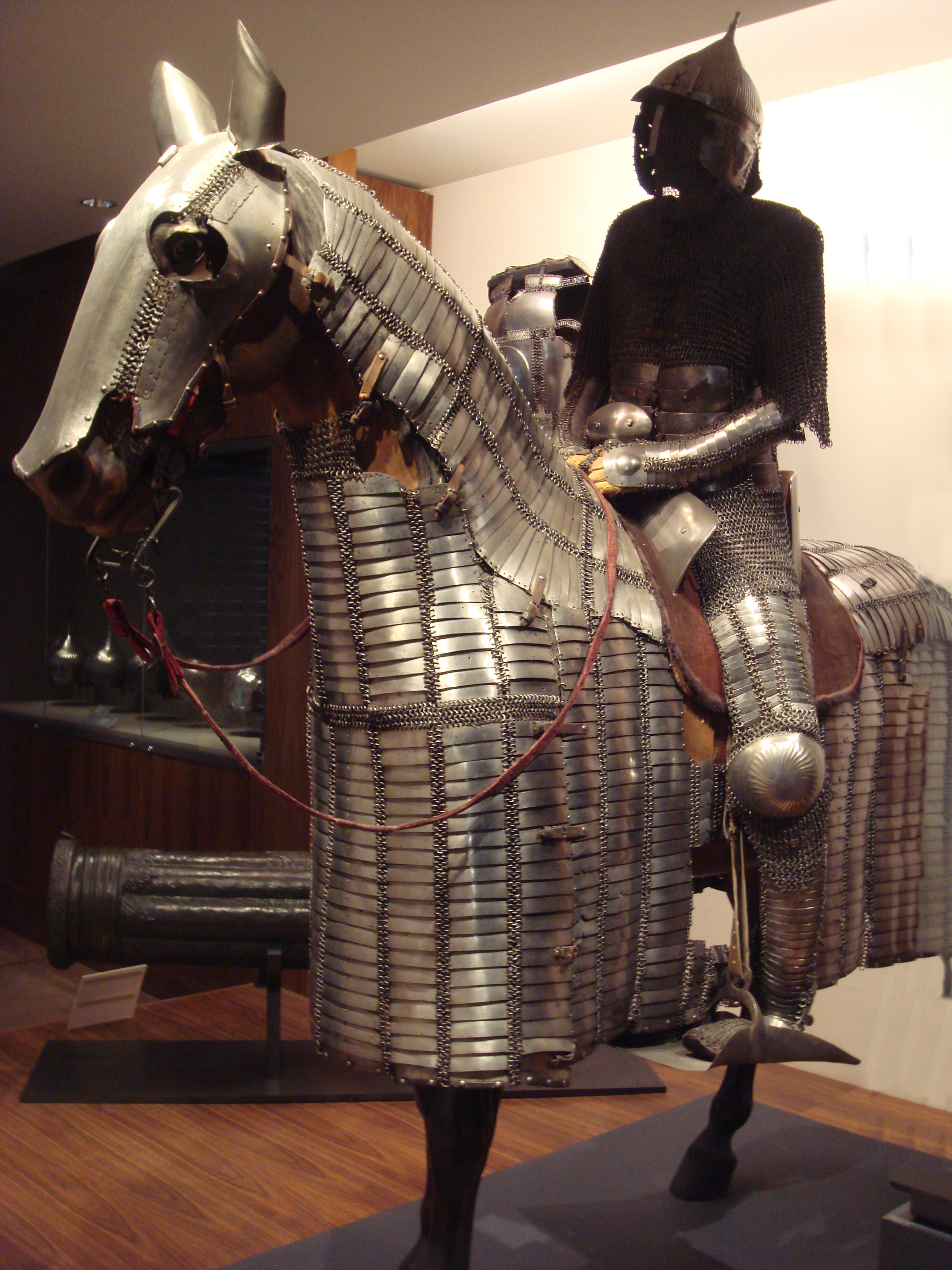
سرباز سوار نظام مملوکیان

عثمانی لشکری متشکل از ۶۰ هزار ینی چری ، و در حدود ۳۰۰ توپ جنگی در اختیار داشت . و در مقابل مملوکان لشکری متشکل از ۸۰ هزار مبارز داشتند و در حدود ۸۰ توپ جنگی در اختیار آنها بود.

## نتیجه جنگ
این نبرد باعث پیروزی عثمانی شد و منجر به فتح حلب و در ادامه تصرف دمشق و پیشروی آن‌ها به سمت مصر شد در نهایت فروپاشی حکومت مملوکان گردید.